# Eliseo Mouriño
Eliseo Víctor Mouriño (Buenos Aires, 3 de junio de 1927-Cerro Las Ánimas, Chile, 3 de abril de 1961) fue un futbolista argentino que se desempeñaba en la posición de volante de contención.
Surgido de las inferiores del Club Atlético Banfield, es considerado un ídolo de esa institución, a tal punto de que el Estadio Florencio Sola, casa del «Taladro», lleva una tribuna en su nombre.
Se mantuvo en Banfield hasta el año 1952, cuando pasó al Club Atlético Boca Juniors, que venía de varios años intentando buscar un reemplazante de Ernesto Lazzatti. 
Finalmente encontraron en «Eliseo» al reemplazante idóneo, apoderándose del puesto de volante de contención durante muchos años y siendo parte fundamental del campeonato de la Primera División de Argentina que obtuviera Boca Juniors en 1954.
Este equipo que conquistase el torneo de 1954 es uno de los más recordados de la historia de Boca, ya que fue el único obtenido en la década del 50 y porque además cortaba con una larga sequía de títulos. Dicho equipo fue dirigido por el mismo Ernesto Lazzatti.
Luego de su etapa en el club de la ribera, se fue a jugar al exterior, más precisamente a Chile, cuando integró las filas del Green Cross. Falleció de manera trágica en un accidente de avión junto a sus compañeros de equipo y el cuerpo técnico en el año 1961, a la edad de 34 años.
Es considerado un ídolo de los clubes Banfield y Boca Juniors. Además, fue internacional con la Selección de fútbol de Argentina, con la cual destacó al consagrarse campeón dos veces de la Copa América.

## Biografía

### Sus primeros años
Eliseo nació en Mataderos, hijo de Antonio Mouriño, gallego, y de Concepción Oyarbide, vasca. Su padre murió cuando él tenía 4 años, y la familia se mudó al barrio de San Cristóbal. Ya de chico jugaba en los potreros del barrio, y en un momento comenzó a jugar en el club barrial Superclub. Ya se destacaba por su visión del juego y su capacidad para ordenar el equipo.
A fines de 1941, Emilio Ferrari, delegado barrial del Superclub y gerente del Club Atlético Banfield, organizó un partido entre la quinta del Taladro y el equipo del Superclub. Este último ganó 4 a 2 y Mouriño junto con Jorge Ruiz quedaron en el club.

### Banfield
Mouriño hizo las inferiores en el club albiverde. Su debut en la primera división, fue el 1 de junio de 1946, en un Banfield 3 - Unión de Santa Fe 1. Esto fue en la Primera B. Luego debutó en Primera A el 9 de mayo de 1948, ante el Club Atlético Independiente. Se consolidó en el campeonato de 1949 y hasta 1952 fue titular indiscutido del equipo, que en 1951 finalizó en el primer lugar junto con Racing Club, y disputaron dos finales en cancha neutral para dirimir el campeonato. Cabe destacar que este equipo de Banfield fue el primero de los no denominados grandes en finalizar primero en el fútbol de Argentina. Según sus compañeros, él era el verdadero director técnico dentro de la cancha. 
La tribuna este del Estadio Florencio Sola lleva su nombre y es ocupada por la parcialidad local.

### Boca

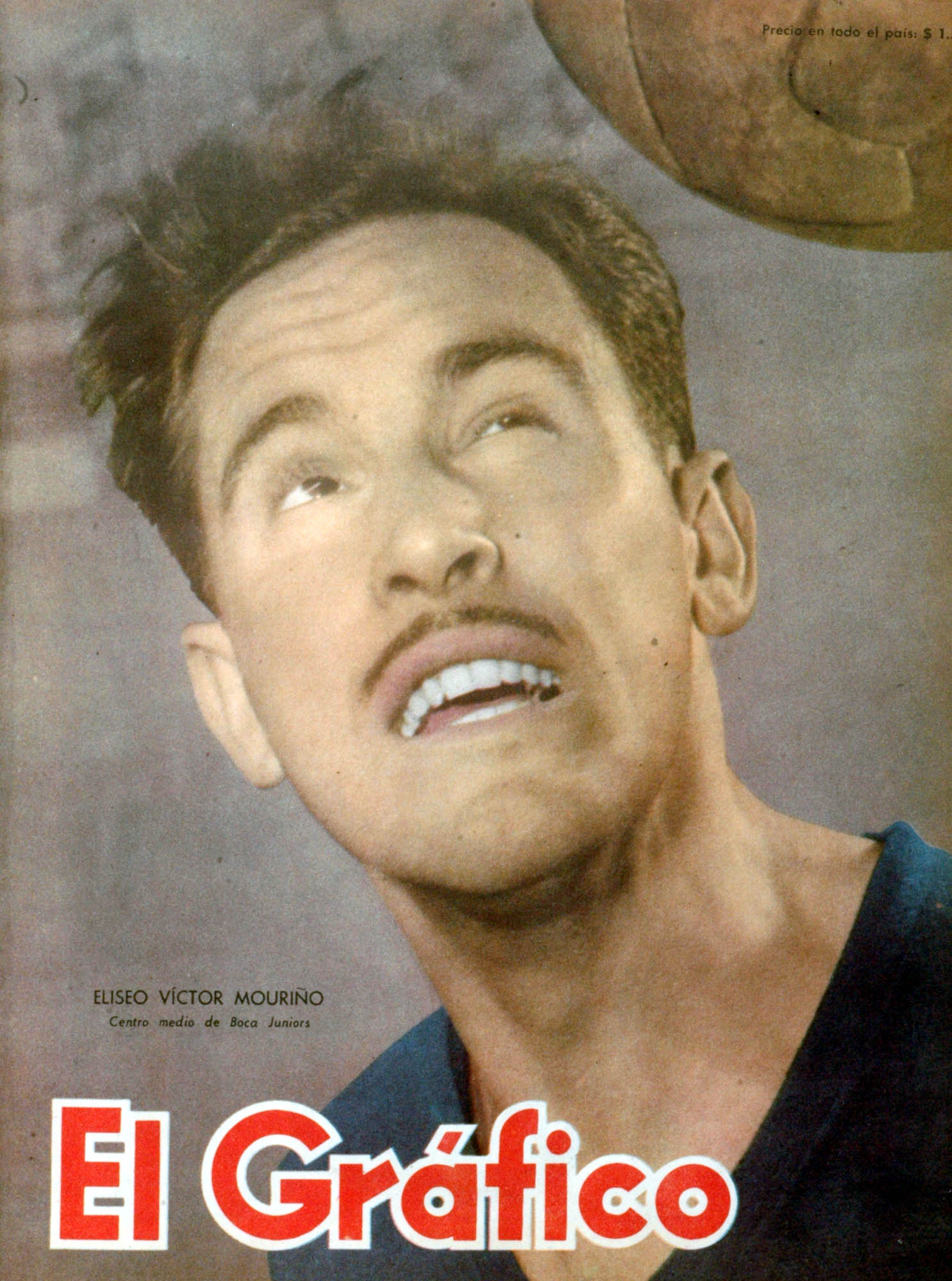
Eliseo V. Mouriño en 1954 con Boca.

Emilio Baldonedo, quien fuera director técnico de Banfield, en 1951 pasó a Boca Juniors, y desde el principio sugirió a la comisión directiva boquense la contratación de Eliseo Mouriño.
Siete veces ofertó Boca a Banfield, y el campeonato de 1953 encontró a Mouriño vistiendo la casaca de Boca, formando un mediocampo con Lombardo y Pescia. Fue figura clave en el campeonato obtenido por Boca en 1954, después de 9 años de sequía.
Mouriño jugó en Boca hasta 1960, y para el año 1961 fichó para el club chileno Green Gross.
Su sucesor en el puesto en Boca Juniors fue Antonio Rattín.

### Selección argentina

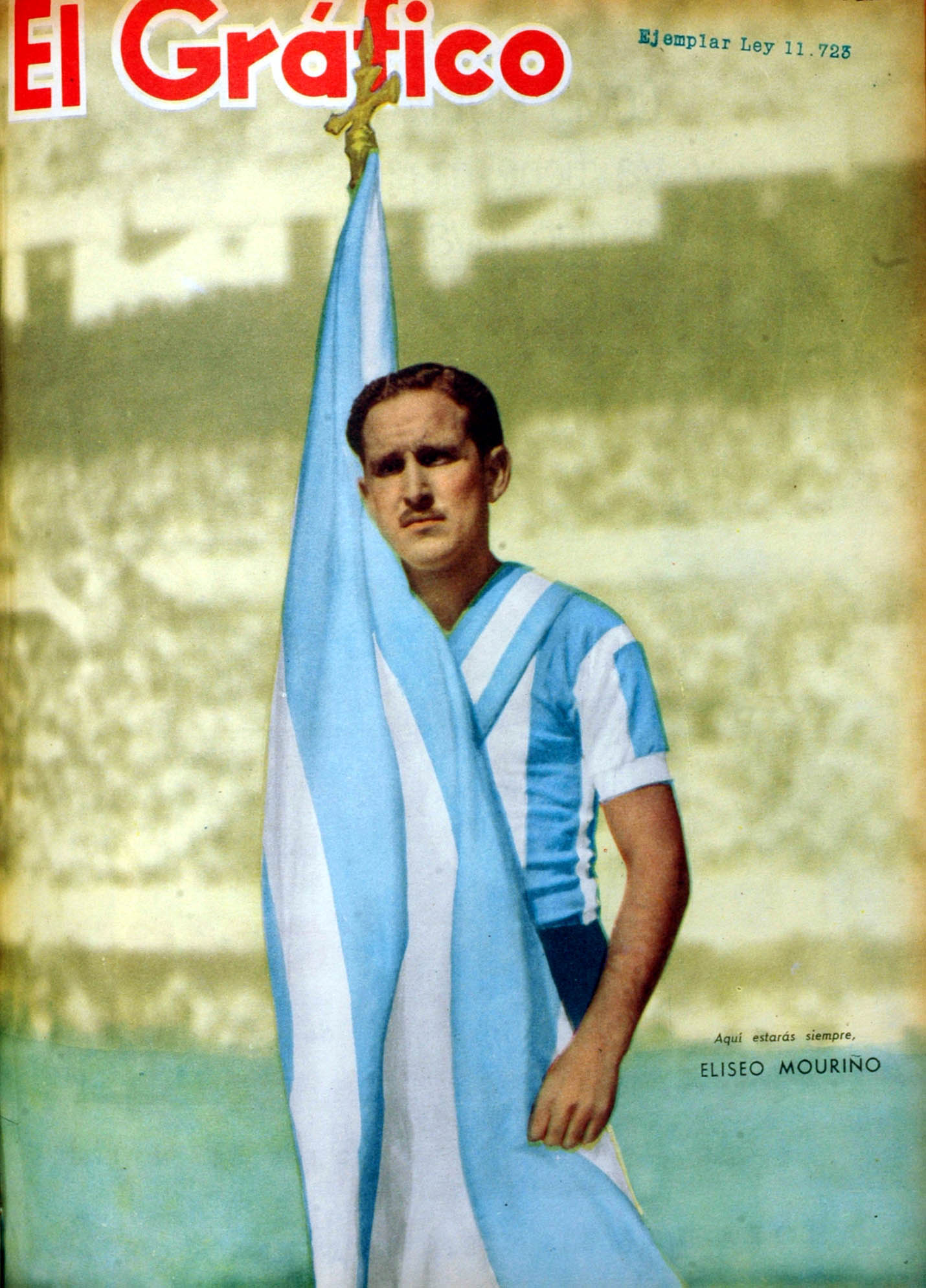
Eliseo V. Mouriño con la Selección argentina.

Eliseo jugó 25 partidos por la selección de fútbol de Argentina, todos mientras jugaba en Boca Juniors. Ganó la Copa América de 1955 y 1959.

### Participaciones en la Copa América
| Copa              | Sede      | Resultado |
| ----------------- | --------- | --------- |
| Copa América 1955 | Chile     | Campeón   |
| Copa América 1959 | Argentina | Campeón   |

### Su paso por Chile y muerte
Mouriño aceptó ir a Chile y vestir la camiseta de Green Cross para participar del campeonato que expandía el fútbol al sur del país que se aprestaba a organizar el Mundial de 1962. Sin embargo, en un viaje entre Osorno y Santiago tras un partido contra la Selección de Osorno por el torneo de apertura "Copa Chile", el avión se estrelló contra el cerro Las Ánimas, en las cercanías de Linares, falleciendo junto al resto de los ocupantes. A este accidente se le conoce como la tragedia de Green Cross. En honor a ellos, la Copa Chile del año siguiente tuvo como nombre Copa Chile Green Cross.
En 2015 se hallaron restos del avión que fue protagonista del trágico vuelo.

### Su legado futbolístico
Según la prensa especializada Mouriño hizo escuela y redefinió el puesto del número 5.
Aquí citamos algunos comentarios de periodistas y compañeros:
Dante Panzeri: "Cuando el fútbol se hace simple, casi llega a ser innecesario ser habilidoso. Corriendo, a veces trotando, se tiene ganada la tranquilidad de poder darle a la pelota un destino claro, efectivo y práctico. Casos: Mouriño, Pizzuti".
Antonio Rattín, compañero en Boca: "cómo empujaba Eliseo. Cómo ordenaba, alentaba, guiaba. Sin jugar, estaba siempre en la jugada. El hizo mucho por mí con sólo hablar. En los entrenamientos, cuando no jugaba, nos señalaba defectos, equívocos en los planteamientos, necesidades para los próximos partidos, todo sin egoísmos".
Héctor D'Angelo, compañero en Banfield: "ya en la cuarta era un estratega del fútbol. Ordenaba, hablaba. Dentro de la cancha era un técnico en potencia".

### Como jugador
| Club         | País      | Año  | PJ |
| ------------ | --------- | ---- | -- |
| Banfield     | Argentina | 1948 | 11 |
| Banfield     | Argentina | 1949 | 31 |
| Banfield     | Argentina | 1950 | 34 |
| Banfield     | Argentina | 1951 | 28 |
| Banfield     | Argentina | 1952 | 27 |
| Boca Juniors | Argentina | 1953 | 27 |
| Boca Juniors | Argentina | 1954 | 26 |
| Boca Juniors | Argentina | 1955 | 17 |
| Boca Juniors | Argentina | 1956 | 0  |
| Boca Juniors | Argentina | 1957 | 21 |
| Boca Juniors | Argentina | 1958 | 25 |
| Boca Juniors | Argentina | 1959 | 27 |
| Boca Juniors | Argentina | 1960 | 1  |
| Green Cross  | Chile     | 1961 | 1  |

## Palmarés

### Campeonatos nacionales
| Título           | Club         | País      | Año  |
| ---------------- | ------------ | --------- | ---- |
| Primera División | Boca Juniors | Argentina | 1954 |

### Campeonatos internacionales
| Título       | Selección           | Sede Final | Año  |
| ------------ | ------------------- | ---------- | ---- |
| Copa América | Selección Argentina | Chile      | 1955 |
| Copa América | Selección Argentina | Argentina  | 1959 |